# Elaphoglossum queenslandicum
Elaphoglossum queenslandicum är en träjonväxtart som beskrevs av S.B. Andrews. Elaphoglossum queenslandicum ingår i släktet Elaphoglossum och familjen Dryopteridaceae. Inga underarter finns listade.